# Paradoxo do aniversário

Um gráfico mostrando a probabilidade de que pelo menos duas pessoas tenham a mesma data de aniversário em um certo número de pessoas. A aparência de escada deve-se ao eixo x que é tomado apenas de valores inteiros, visto que indica o número de pessoas.

Em teoria das probabilidades, o paradoxo do aniversário afirma que dado um grupo de 23 pessoas escolhidas aleatoriamente, a chance de que duas pessoas terão a mesma data de aniversário é de mais de 50%. Para 57 ou mais pessoas, a probabilidade é maior do que 99%, entretanto, ela não pode ser exatamente 100% exceto que se tenha pelo menos 367 pessoas. Calcular essa probabilidade (e as relacionadas a ela) é o problema do aniversário. A matemática por trás disso tem sido utilizada para executar o ataque do aniversário.
O problema foi apresentado pela primeira vez pelo matemático polonês Richard von Mises.

## Calculando a probabilidade
Para calcular aproximadamente a probabilidade de que em uma sala com n pessoas, pelo menos duas possuam o mesmo aniversário, desprezamos variações na distribuição, tais como anos bissextos, gêmeos, variações sazonais ou semanais, e assumimos que 365 possíveis aniversários são todos igualmente prováveis. Distribuições de aniversários na realidade não são uniformes uma vez que as datas não são equiprováveis.
É mais fácil calcular a probabilidade p(n) de que todos os n aniversários sejam diferentes. Se n > 365, pelo princípio da casa dos pombos esta probabilidade é 0. Por outro lado, se n ≤ 365, ele é dado por
{\displaystyle {\bar {p}}(n)=1\cdot \left(1-{\frac {1}{365}}\right)\cdot \left(1-{\frac {2}{365}}\right)\cdots \left(1-{\frac {n-1}{365}}\right)={365\cdot 364\cdots (365-n+1) \over 365^{n}}={365! \over 365^{n}(365-n)!}}
porque a segunda pessoa não pode ter o mesmo aniversário do que o primeiro (364/365), o terceiro não pode ter o mesmo aniversário do que o segundo (363/365), etc.
O evento de pelo menos duas pessoas entre n terem o mesmo aniversário é o complementar de todos n serem diferentes. Consequentemente, sua probabilidade p(n) é
{\displaystyle p(n)=1-{\bar {p}}(n).}
Esta probabilidade ultrapassa 1/2 para n = 23 (com valor aproximado de 50.7%). A seguinte tabela mostra a probabilidade para alguns valores de n (ignorando anos bissextos como descrito anteriormente):
| n   | p(n)                             |
| --- | -------------------------------- |
| 10  | 12%                              |
| 20  | 41%                              |
| 23  | 50.7%                            |
| 30  | 70%                              |
| 50  | 97%                              |
| 100 | 99.99996%                        |
| 200 | 99.9999999999999999999999999998% |
| 300 | (1 − 7×10−73) × 100%             |
| 350 | (1 − 3×10−131) × 100%            |
| 367 | 100%                             |

### Implementação em Python
```
def
 
birthday
(
n
):

    
p
 
=
 
(
1.0
/
365
)
**
n

    
for
 
i
 
in
 
range
((
366
-
n
),
366
):

        
p
 
*=
 
i

    
return
 
1
-
p

```

### Implementação no R
```
birthday
 
<-
 
function
(
n
)
 
{

  
print
(
p
 
<-
 
1
 
-
 
choose
(
365
,
 
365
 
-
 
n
)
 
*
 
factorial
(
n
)
 
/
 
365
 
^
 
n
)

}

```

### Implementação em Javascript
```
function
 
birthday
 
(
n
)
 
{

    
let
 
p
 
=
 
(
1.0
 
/
 
365
)
**
n

    
for
(
let
 
i
 
=
 
(
366
 
-
 
n
);
 
i
 
<
 
366
;
 
i
++
)
 
{

        
p
 
*=
 
i

    
}

    
return
 
1
 
-
 
p

}

```

## Aproximações
Utilizando a expansão da série de Taylor para a função exponencial
{\displaystyle e^{x}=1+x+{\frac {x^{2}}{2!}}+\cdots }

Um gráfico mostrando precisão da aproximação 1 − exp(−n^{2}/(2⋅365)).

a primeira expressão derivada para p(n) pode ser aproximado a
{\displaystyle {\bar {p}}(n)\approx 1\cdot e^{-1/365}\cdot e^{-2/365}\cdots e^{-(n-1)/365}}
{\displaystyle =1\cdot e^{-(1+2+\cdots +(n-1))/365}}
{\displaystyle =e^{-(n(n-1))/2\cdot 365}}
Então,
{\displaystyle p(n)=1-{\bar {p}}(n)\approx 1-e^{-(n(n-1))/2\cdot 365}}
Uma outra aproximação grosso modo é dada por
{\displaystyle p(n)\approx 1-e^{-n^{2}/{2\cdot 365}},\,}
que, como ilustrado pelo gráfico, ainda possui uma boa precisão.

### Aproximação de Poisson
Utilizando a aproximação de Poisson para a binomial,
{\displaystyle \mathrm {Poi} \left({\frac {C(23,2)}{365}}\right)\approx \mathrm {Poi} \left({\frac {253}{365}}\right)\approx \mathrm {Poi} (0.6932)}
{\displaystyle \Pr(X>0)=1-\Pr(X=0)=1-e^{-0.6932}=1-0.499998=0.500002.}
Novamente, ela é maior que 50%.